# Йеремия I Китроски
Йеремия (на гръцки: Ιερεμίας, Йеремияс) е православен духовник, епископ на Вселенската патриаршия.

## Биография
Йеремия става духовник и е избран за епископ на Поленинска епархия. Неизвество кога е преместен като китроски епископ. На 1 март 1612 година, понеделник, „латински“ пирати нахлуват в Китрос и изгарят освен другите сгради и къщата на турския бей в района. Тези събития са отразени в ръкописна кондика 66 на манастира „Света Богородица Олимпиотиса“ в Еласона. За това нападение турските власти в района държат отговорни епископ Йеремия и местните християни. Много от тях са избити, а Йеремия успява да избяга, но цялото му имущество е конфискувано. Ръкоположен е друг епископ, а Йеремия става бивш китроски. Като бивш китроски Йеремия подписва на 24 май 1613 година писмо на събранието на видните монаси от Света гора до александрийския проедър Кирил Лукарис. След това Йеремия се обърна към Синода на Вселенската патриаршия, за да преместването му на китроския престол. Синодът, приемайки молбата му, през ноември 1617 година обявява за невалидно прехвърлянето в Китрос му дава разрешение да бъде преместен в друга епархия.